# Ирбис Шегуй
Ирбис Шегуй е каган на Западнотюркския каганат през 642 – 650 година.
Той е внук на западнотюркския каган Ишбара Толис от рода Ашина. С подкрепата на южните кланове нушиби през 642 година отстранява кагана Юкук и заема мястото му. През 646 година воюва на север с разбунтувалия се Хълу от рода Ашина, който преминава на служба при империята Тан.
През 650 година Хълу се връща на запад и заема мястото на Ирбис Шегуй, който е убит.